# Кемп Дейвид
Кемп Дейвид (неофициално име на английски: Presidential Retreat „Camp David“, официално име на английски: Naval Support Facility Thurmont) е планинска почивна станция (на английски: camp – лагер, в случая: извънградска къща, място за уединение, почивка) на президента на САЩ, заемащо 0,5 km². Намира се в щата Мериленд, на 97 km северно от Вашингтон. Първоначално е бил построен като лагер за правителствени чиновници и техните семейства, но през 1942 г. е превърнат в президентска почивна станция от президента Франклин Рузвелт, който му дава името Шангри-Ла. Сегашното си име получава от президента Дуайт Айзенхауер в чест на внука му Дейвид Айзенхауер.
Кемп Дейвид в по-новата си история се превръща от ваканционен дом на президента на САЩ и неговото семейство в място за формални и неформални преговори между САЩ и държавни и правителствени глави на други страни. Може би най-известното подписано споразумение е Кемп Дейвид I (на английски: Camp David I), което през 1979 г. при управлението на Джими Картър води до мирен договор между Израел и Египет.

## История
Катоктин Маунтън Парк (на английски: Catoctin Mountain Park) е било парче неизползваема земя, което е трансформирано през 1936 г. от правителството на САЩ в почивна станция. Целта е била да се покаже как неплодородна и неизползваема земя може да стане икономически печеливша. Името на първия лагер на това място е „Мисти Маунт“ (на английски: Misty Mount) и е бил използван от организация за деца инвалиди в продължение на година преди да се премести в съседен лагер, който е бил по-удобен за инвалидни колички. Друг съседен лагер, „Хай Катоктин“(на английски: Hi-Catoctin), от 1938/1939 г. е бил използван в продължението на три години като почивна станция на администрацията.
Тогавашният президент Франклин Делано Рузвелт често почивал на борда на яхтата си в Хайд Парк в щата Ню Йорк. Когато през 1942 г. след нападението на Япония при Пърл Харбър и навлизането на немски подводници в Атлантическия океан положението става опасно, администрацията почва да търси сигурно и прохладно планинско убежище за президента в радиус от 100 мили от Вашингтон.
След огледа на няколко местоположения и посещението на Рузвелт в станция „Хай Катоктин“, на 22 април 1942 г. се взима решение станцията да стане почивен дом за президента. Разходите по преустройството възлизат на около 20 000 щатски долара. Един от основните аргументи е, че средната температура тук е десет градуса по-ниска в сравнение с Вашингтон, което се отразило добре на засегнатите дихателни пътища на президента. Рузвелт кръщава станцията Шангри-Ла, вдъхновен от романа „Изгубеният хоризонт“ на Джеймс Хилтън.
След края на Втората световна война почват дискусии относно бъдещето на Шангри-Ла. Въпросът е бил дали станцията да бъде върната на дирекцията на националния парк, да се запази като национален музей или да се преобрази пак в примерен модел за култивирана земя.
През 1959 г. президентът Труман сключва компромис, като земята северно на път 77 се връща на националния парк, а земята на юг се предава на правителството. Официалното прехвърляне става през 1954 г. Президентът Дуайт Айзенхауер кръщава новоорганизираната станция на внука си Дейвид. 
Освен исторически и медийно известните израелско-палестински преговори, в Кемп Дейвид са се състояли редица други важни срещи в спокойна, интимна обстановка – планирането на Десанта в Нормандия, срещата на Айзенхауер с Никита Хрушчов, преговорите по Операция в Залива на прасетата и Виетнамската война. 
Кемп Дейвид не е достъпен за обществеността поради съображения за сигурност и защита на личната сфера на президента и гостите.

## База на военноморските сили
Както подсказва официалното име, „Кемп Дейвид“ е всъщност база „Търмонт“ на Военноморските сили на САЩ. Управлява се от майор (капитан III ранг). Повечето от разположените там моряци са членове на батальона wSeabees, който е строителната част на военноморския флот. Задачата им е да поддържат сградния фонд. 
Всеки моряк трябва да получи индивидуална авторизация за сигурност с кодово име „Yankee White“ (една от високите пропускателни степени), за да бъде командирован в база „Търмонт“
Сигурността на обекта е поверена на елитен екип от военноморските сили, наречен „Marine Security Company, Camp David (MSC-CD)“.

## Галерия
- Джими Картър се среща с членове на израелска делегация в Кемп Дейвид. 12 септември 1978 г.
- Джордж Буш се среща със съвета по сигурност в конферентната зала на Лавровата ложа, 4 август 1990 г.
- Дик Чейни в „Кемп Дейвид“ участва в телеконференция с Джордж Буш-младши в Багдад, 21 юли 2007.
- Джордж Буш-младши и началникът на щаба му Джош Болтън разходат Барни, кучето на президента, 21 юли 2007 г.
- Ричърд и Пат Никсън разходат кучетата си.
- Менахем Бегин, Джими Картър и Ануар Садат в „Кемп Дейвид“ през 1978 г.
- Маргарет Тачър и Роналд Рейгън се разхождат в „Кемп Дейвид“ през 1986 г.
- Джон Кенеди и децата му в „Кемп Дейвид“, 1963 г.
- Дейвид Айзенхауер, внук на Дуайт Айзенхауер, и табелката на станцията, кръстена на него, 1960 г.